# جيريمي كيندل
جيريمي كيندل (بالإنجليزية: Jeremy Kendle)‏ مواليد 15 مارس 1988 في جيفرسونفيلي، هو لاعب كرة سلة أمريكي. بدأ مسيرته الاحترافية في سنة 2013. يلعب مع كانتربيري رامز في الدوري النيوزيلندي لكرة السلة كلاعب هجوم خلفي. يحمل الرقم 7.

## المسيرة الاحترافية
لعب مع نادي الوداد الرياضي في سنة 2013، ثم لعب مع بريزبن بولتز في الدوري الأسترالي في سنة 2017، ثم لعب مع كانتربيري رامز في سنة 2017.